# ريبيكا تشيو
تشيو وينغ يين ريبيكا (بالصينية: 趙詠賢) المعروفة باسم ريبيكا تشيو (من مواليد 24 نوفمبر 1978) هي لاعبة اسكواش من هونغ كونغ.
شاركت في دورة الألعاب الآسيوية 2006 في الدوحة، قطر.

## روابط خارجية
- ريبيكا تشيو على موقع SquashInfo.com (الإنجليزية)